# کالین فرث
کالین اندرو فرث (انگلیسی: Colin Andrew Firth؛ زادهٔ ۱۰ سپتامبر ۱۹۶۰) بازیگر انگلیسی است. او جوایز گوناگونی از جمله یک جایزهٔ اسکار، یک جایزهٔ گلدن گلوب و دو جایزهٔ فیلم بفتا برنده شده‌است. در سال ۲۰۱۱، مجلهٔ تایم از او به‌عنوان یکی از ۱۰۰ شخص تأثیرگذار در جهان یاد کرد و برای خدماتش در خیریه و نمایش، به مقام فرماندهٔ والا مقام امپراتوری بریتانیا منصوب شد.
فرث برای بازی در نقش یک استاد دانشگاه همجنس‌گرا در درام عاشقانهٔ یک مرد مجرد (۲۰۰۹) برندهٔ جایزهٔ بفتای بهترین بازیگر مرد شد. او برای به تصویر کشیدن جرج ششم در درام تاریخی سخنرانی پادشاه (۲۰۱۰) جایزهٔ اسکار بهترین بازیگر مرد را دریافت کرد. سپس در تریلر بندزن خیاط سرباز جاسوس (۲۰۱۱) ظاهر شد و در فیلم‌های جاسوسی کینگزمن: سرویس مخفی (۲۰۱۴) و دنباله‌اش کینگزمن: محفل طلایی (۲۰۱۷) ایفای نقش کرد. نقش‌آفرینی او در مینی‌سریال راه‌پله (۲۰۲۲) با تحسین منتقدان همراه بود.

## زندگی
کالین در خانواده ای تحصیل کرده به دنیا آمد. پدر او استاد تاریخ دانشگاه وینچستر بود و مادرش نیز استاد مذهب. کالین اولین نقش آفرینی اش را در مهد کودک و با بازی در نقشی به نام جک فروست آغاز کرد که برای کریسمس اجرا شد اما اولین نقش جدی زندگی اش بازی در نقش بنت در فیلمی به نام " کشوری دیگر " که محصولی از کمپانی " وست اند " بود می‌باشد. او بعد از چند نقش آفرینی کوچک و بزرگ بالاخره با بازی در نقش رابرت لارنس در فیلم " لغزان " (۱۹۹۸) توانست افتخارات زیادی از جمله کاندیدای دریافت جایزه بافتا را بدست آورد و راه خود را برای ورود به دنیای هالیوود هموار کند.

## زندگی شخصی
مادرش شرلی ژان معلم و استادمذهب بود و پدرش دیوید نورمن لوئیس فرث، استاد تاریخ در دانشگاه وینجستر هستند.
کالین یک خواهر و برادر کوچکتر از خودش به نام های‌کیت و جاناتان دارد که هر دو بازیگر هستند.

## جوایز و افتخارات
او در سال ۲۰۰۹ نامزد جایزه اسکار برای فیلم یک مرد مجرد شد و در سال ۲۰۱۱ در هشتاد و سومین دوره مراسم اسکار برای بازی در فیلم سخنرانی پادشاه برنده جایزه اسکار بهترین بازیگر نقش اول مرد شد.
- برنده جایزه اسکار بهترین بازیگر نقش اول مرد در هشتاد و سومین دوره بخاطر فیلم سخنرانی پادشاه (۲۰۱۰)
- نامزد جایزه اسکار بهترین بازیگر نقش اول مرد در هشتاد و دومین دوره بخاطر فیلم یک مرد مجرد (۲۰۰۹)
- برنده جایزه گلدن گلوب بهترین بازیگر مرد فیلم درام در شصت و هشتمین دوره بخاطر فیلم سخنرانی پادشاه (۲۰۱۰)
- نامزد جایزه گلدن گلوب بهترین بازیگر مرد فیلم درام در شصت و هفتمین دوره بخاطر فیلم یک مرد مجرد (۲۰۰۹)
- برنده جایزه بفتای بهترین بازیگر نقش اول مرد در شصت و سومین دوره بخاطر فیلم یک مرد مجرد (۲۰۰۹)
- برنده جام ولپی بخاطر فیلم یک مرد مجرد (۲۰۰۹)
- برنده جایزه حلقه منتقدان فیلم نیویورک برای بهترین بازیگر نقش اول مرد بخاطر فیلم سخنرانی پادشاه (۲۰۱۰)
- نامزد شانزدهمین مراسم جایزه انجمن بازیگران فیلم بخاطر فیلم یک مرد مجرد (۲۰۰۹)
- برنده هفدهمین مراسم جایزه انجمن بازیگران فیلم بخاطر فیلم سخنرانی پادشاه (۲۰۱۰)
- برنده شانزدهمین جوایز سالانه منتقدین سینمایی بخاطر فیلم سخنرانی پادشاه (۲۰۱۰)
- جشنواره فیلم تائورمینا
- کاندیدای بفتای بهترین بازیگر مکمل مرد برای فیلم خاطرات بریجت جونز در سال ۲۰۰۱

## فیلم‌شناسی
| سال  | عنوان                             | نقش                            | توضیحات     |
| ---- | --------------------------------- | ------------------------------ | ----------- |
| ۱۹۸۴ | کشور دیگر                         | تامی جاد                       |             |
| ۱۹۸۵ | ۱۹۱۹                              | الکساندر شرباتوف جوان          |             |
| ۱۹۸۷ | یک ماه در کشور                    | تام بیرکین                     |             |
| ۱۹۸۷ | باغ اسرارآمیز                     | کالین کریون بزرگسال            |             |
| ۱۹۸۹ | آپارتمان صفر                      | آدریان لداک                    |             |
| ۱۹۸۹ | والمونت                           | والمونت                        |             |
| ۱۹۹۱ | زن اغواگر                         |                                |             |
| ۱۹۹۴ | بازی‌ساز                           | مایکل کاندرون / راس تالبرت     |             |
| ۱۹۹۵ | حلقه دوستان                       | سیمون وستوارد                  |             |
| ۱۹۹۶ | بیمار انگلیسی                     | جفری کلیفتون                   |             |
| ۱۹۹۷ | هزار هکتار                        | جس کلارک                       |             |
| ۱۹۹۸ | شکسپیر عاشق                       | لرد وسکس                       |             |
| ۱۹۹۹ | بلک‌ادر: گذشته و آینده             | ویلیام شکسپیر                  |             |
| ۲۰۰۱ | خاطرات بریجت جونز                 | مارک دارسی                     |             |
| ۲۰۰۳ | دختری با گوشواره مروارید          | یوهانس فرمیر                   |             |
| ۲۰۰۳ | امید می‌روید                       | کالین ور                       |             |
| ۲۰۰۳ | در واقع عشق                       | جیمی بنت                       |             |
| ۲۰۰۳ | چیزی که یک دختر می‌خواهد           | هنری داشوود                    |             |
| ۲۰۰۴ | بریجت جونز: نکته باریک            | مارک دارسی                     |             |
| ۲۰۰۴ | تروما                             | بن اسلیتر                      |             |
| ۲۰۰۵ | ننی مک‌فی                          | سدریک براون                    |             |
| ۲۰۰۵ | جایی که حقیقت دروغ می‌گوید         | وینس کالینز                    |             |
| ۲۰۰۷ | آخرین لژیون                       | آمبروس اورلیوس                 |             |
| ۲۰۰۷ | سنت ترینیان                       | جفری توایتس                    |             |
| ۲۰۰۷ | سپس او مرا یافت                   |                                |             |
| ۲۰۰۸ | ماما میا!                         | هری برایت                      |             |
| ۲۰۰۸ | سست‌عفاف                           | جیم ویتاکر                     |             |
| ۲۰۰۸ | جنوا                              | جو                             |             |
| ۲۰۰۹ | دوریان گری                        | لرد هنری واتن                  |             |
| ۲۰۰۹ | یک مرد مجرد                       | جورج فالکونر                   |             |
| ۲۰۰۹ | سنت ترینیان ۲: افسانه طلای فریتون | جفری توایتس                    |             |
| ۲۰۱۰ | سخنرانی پادشاه                    | جرج ششم                        |             |
| ۲۰۱۰ | خیابان اصلی                       | گاس لیروی                      |             |
| ۲۰۱۰ | استیو                             | استیو                          |             |
| ۲۰۱۱ | بندزن خیاط سرباز جاسوس            | بیل هایدن                      |             |
| ۲۰۱۲ | ستاره‌هایی در فیلم‌های کوتاه        | استیو                          |             |
| ۲۰۱۲ | گامبیت                            | هری دین                        |             |
| ۲۰۱۳ | آرتور نیومن                       | آرتور نیومن / والاس آوری       |             |
| ۲۰۱۴ | مرد راه‌آهن                        | اریک لومکس                     |             |
| ۲۰۱۴ | گره شیطان                         | رون لکس                        |             |
| ۲۰۱۴ | جادو در مهتاب                     | استنلی                         |             |
| ۲۰۱۴ | پیش از آنکه بخوابم                | بن لوکاس                       |             |
| ۲۰۱۵ | کینگزمن: سرویس مخفی               | هری هارت / گالاهاد             |             |
| ۲۰۱۵ | نگاه آسمانی                       | —                              | تهیه‌کننده   |
| ۲۰۱۶ | نابغه                             | مکسول پرکینز                   |             |
| ۲۰۱۶ | لاوینگ                            | —                              | تهیه‌کننده   |
| ۲۰۱۶ | بچه بریجت جونز                    | مارک دارسی                     |             |
| ۲۰۱۷ | کینگزمن: محفل طلایی               | هری هارت / گالاهاد             |             |
| ۲۰۱۸ | شاهزاده خوشحال                    | رجی ترنر                       |             |
| ۲۰۱۸ | بخشش                              | دونالد کروهورست                |             |
| ۲۰۱۸ | ماما میا! دوباره شروع کنیم        | هری برایت                      |             |
| ۲۰۱۸ | کورسک                             | دیوید راسل                     | [ ۵ ] [ ۶ ] |
| ۲۰۱۸ | بازگشت مری پاپینز                 | ویلیام وترال ویلکینز گرگ (صدا) |             |
| ۲۰۱۹ | ۱۹۱۷                              | ژنرال ارینمور                  |             |
| ۲۰۲۰ | باغ اسرارآمیز                     | لرد آرچیبالد کریون             |             |
| ۲۰۲۰ | ابرنواختر                         | سم                             |             |
| ۲۰۲۲ | امپراتور روشنایی                  | آقای الیس                      |             |